# Bachtijar Kožataev
Bachtijar Kožataev (trasl. angl.: Bakhtiyar Kozhatayev, in kazako Бақтияр Қожатаев?; Petropavl, 28 marzo 1992) è un ex ciclista su strada kazako, professionista dal 2015 al 2018.

## Palmarès

### Strada

#### Altri successi
- 2012 (Juniores)

Classifica scalatori Heydar Aliyev Anniversary Tour
- 2013 (CT Astana)

Classifica scalatori Triptyque des Monts et Châteaux
- 2015 (Astana Pro Team)

2ª tappa Vuelta a Burgos (Burgos, cronosquadre)
- 2016 (Astana Pro Team)

1ª tappa Giro del Trentino (Riva del Garda > Nago-Torbole, cronosquadre)
- 2017 (Astana Pro Team)

Campionati asiatici, Cronosquadre

## Piazzamenti

### Grandi Giri
- Giro d'Italia

2016: 65º
- Tour de France

2017: 93º

### Competizioni mondiali
- Campionati del mondo

Toscana 2013 - In linea Under-23: 30º
Ponferrada 2014 - In linea Under-23: 47º
- Giochi olimpici

Rio de Janeiro 2016 - In linea: 61º

### Competizioni asiatici
- Campionati asiatici

Astana 2014 - In linea Under-23: 5º
Manama 2017 - In linea Elite: 31º